# División de Honor Femenina de Rugby 2011-12
La temporada 2012-2013 de la División de Honor Femenina de Rugby es la tercera de esta competición en la que participarán ocho equipos.

## Equipos participantes
| Equipo               | Ciudad                     | Estadio                                     | Entrenador     |
| -------------------- | -------------------------- | ------------------------------------------- | -------------- |
| Bizkarians RE        | Guecho (Vizcaya)           | Fadura                                      |                |
| Complutense Cisneros | Madrid                     | Campo Central de la Universidad Complutense | Darío Bernal   |
| CRAT                 | La Coruña                  | Acea da Ma                                  | Rogelio Sabio  |
| GEiEG                | Gerona                     | Complex Esportiu Palau Sacosta              | Coral Vila     |
| INEF Barcelona       | Barcelona                  | Feixa Llarga (Hospitalet de Llobregat)      | Víctor Marlet  |
| CR Majadahonda       | Majadahonda                | Valle del Arcipreste                        | Beatriz Muriel |
| Olímpico de Pozuelo  | Pozuelo de Alarcón         | Valle de las Cañas                          | Rocío Ramírez  |
| XV Sanse Scrum       | San Sebastián de los Reyes | Polideportivo Dehesa Boyal                  |                |

## Clasificación
| \| \| Clasificación División Honor Femenina 2011-2012 \| |                                                 |   |   |   |   |     |     |      |   |        |
|                                                          | Equipo                                          | J | G | E | P | PF  | PC  | +/-  | b | Puntos |
| 1                                                        | INEF Barcelona                                  | 7 | 7 | 0 | 0 | 191 | 58  | +133 | 5 | 33     |
| 2                                                        | CRAT                                            | 7 | 6 | 0 | 1 | 204 | 84  | +120 | 7 | 31     |
| 3                                                        | Bizkarians RE                                   | 7 | 5 | 0 | 2 | 118 | 85  | +33  | 3 | 23     |
| 4                                                        | CR Majadahonda                                  | 7 | 4 | 0 | 3 | 133 | 96  | +37  | 4 | 20     |
| 5                                                        | Olímpico de Pozuelo                             | 7 | 3 | 0 | 4 | 120 | 116 | +4   | 4 | 16     |
| 6                                                        | GEiEG                                           | 7 | 2 | 0 | 5 | 101 | 174 | -73  | 3 | 11     |
| 7                                                        | Complutense Cisneros                            | 7 | 1 | 0 | 6 | 75  | 145 | -70  | 3 | 7      |
| 8                                                        | XV Sanse Scrum                                  | 7 | 0 | 0 | 7 | 58  | 242 | -184 | 1 | 1      |
|                                                          | Clasificación División Honor Femenina 2011-2012 |   |   |   |   |     |     |      |   |        |

### Sistema de puntuación
- Cada victoria suma 4 puntos.
- Cada empate suma 2 puntos.
- Cuatro ensayos en un partido suma 1 punto de bonus.
- Perder por una diferencia de siete puntos o inferior suma 1 punto de bonus.

### 1.ª jornada
|  | Local | vs. | Visita |  |  |

|  | Local | vs. | Visita |  |  |

|  | Local | vs. | Visita |  |  |

|  | Local | vs. | Visita |  |  |

### 2.ª jornada
|  | Local | vs. | Visita |  |  |

|  | Local | vs. | Visita |  |  |

|  | Local | vs. | Visita |  |  |

|  | Local | vs. | Visita |  |  |

### 3.ª jornada
|  | Local | vs. | Visita |  |  |

|  | Local | vs. | Visita |  |  |

|  | Local | vs. | Visita |  |  |

|  | Local | vs. | Visita |  |  |

### 4.ª jornada
|  | Local | vs. | Visita |  |  |

|  | Local | vs. | Visita |  |  |

|  | Local | vs. | Visita |  |  |

|  | Local | vs. | Visita |  |  |

### 5.ª jornada
|  | Local | vs. | Visita |  |  |

|  | Local | vs. | Visita |  |  |

|  | Local | vs. | Visita |  |  |

|  | Local | vs. | Visita |  |  |

### 6.ª jornada
|  | Local | vs. | Visita |  |  |

|  | Local | vs. | Visita |  |  |

|  | Local | vs. | Visita |  |  |

|  | Local | vs. | Visita |  |  |

### 7.ª jornada
|  | Local | vs. | Visita |  |  |

|  | Local | vs. | Visita |  |  |

|  | Local | vs. | Visita |  |  |

|  | Local | vs. | Visita |  |  |

## Fase de Ascenso
|  | Local | vs. | Visita |  |  |

- Datos: Q5811764